# Acido metaborico
L'acido metaborico (formula chimica: HBO2) è ottenuto dalla disidratazione dell'acido borico che avviene a circa 170 °C.
Allo stato solido, può presentare una struttura cristallina monoclina (β-HBO2) o cubica (γ-HBO2); in entrambi i casi, la struttura cristallina è stabilizzata da legami idrogeno.

## Applicazioni
Facendo reagire l'acido metaborico con un'alchildimetilammina a temperature comprese tra i 140 e 170 °C si ottiene tetraborato alchildimetilammina, che è stato scoperto essere un buon rimedio per la protezione del legno dall'invecchiamento e dall'attacco delle termiti.